# Парламентские выборы в Индии (1920)
Парламентские выборы 1920 года были первыми парламентскими выборами в истории Британской Индии. Центральное законодательное собрание — нижняя палата первого парламента Индии, избранная в соответствии с Актом о правительстве Индии 1919 года, размещалась в Дели, в ней было 104 выборных места, из которых 8 были зарезервированы для представителей белого населения, избранных Торгово-промышленной палатой Верхняя палата — Государственный совет — насчитывала 34 мандата, из которых пять были зарезервированы для мусульман, три — для белых, один — для сикхов и один — для представителя Соединённых провинций. Открытие первой сессии избранного парламента состоялось 9 февраля 1921 года, церемонию открытия проводил Герцог Коннаутский и Стратернский.
Наряду с выборами в парламент прошли выборы в законодательные ассамблеи провинций, в общей сложности на 637 депутатских мандатов, из которых 38 были зарезервированы для белых, а 188 депутатов были избраны на безальтернативной основе. Несмотря на призывы Махатмы Ганди к бойкоту выборов, только в шести округах не было кандидатов.